# Dommartin (Vaud)
Pour les articles homonymes, voir Dommartin.
Dommartin est une localité et une ancienne commune suisse du canton de Vaud, située dans la commune de Montilliez, dans le district du Gros-de-Vaud.

Vue aérienne (1963).

## Toponyme
L'origine du nom de Dommartin date du haut Moyen Âge. Il se compose du latin dominus, qui aboutit à Dom, titre honorifique donné à un noble ou à un ecclésiastique (comme Domdidier et Dompierre). Cette formation toponymique est répandue surtout dans l'est de la France, de la Lorraine à la Suisse romande, mais on la trouve aussi au Pays Basque. La seconde partie du nom fait allusion à saint Martin (env. 316-env. 397), originaire de Pannonie (Hongrie) et qui fut évêque de Tours.
Les premières mentions de ce nom de lieu remontent à la fin du premier millénaire :
in Domno Martino villam (908), Domnomartino (vers 1141), in territorie de Dunmartin (1160).

## Armoiries
De gueules à la tour d'argent mouvant d'une fasce abaissée du même, le tout crénelé et maçonné de sable. Armoiries communales adoptées en 1918.

## Histoire
Dommartin est à l'origine un domaine des rois de Bourgogne, puis devient au XIe siècle propriété de l'évêché de Lausanne. Vers 1200, le Chapitre de la cathédrale de Lausanne, principal détenteur, fait construire une tour dans la partie haute de la localité et l'entoure de murailles. Cet élément est rappelé dans les armoiries communales de 1918.
À la fin du Moyen Âge, le village de Dommartin a été le théâtre de deux séries de procès en sorcellerie (au moins), dont les comptes-rendus sont conservés aux Archives cantonales vaudoises à Lausanne : une première fois en 1498 et une deuxième fois entre 1524 et 1528.
Lors d'un référendum organisé le 5 mars 2010, la commune approuvé sa fusion avec celles de Naz, Poliez-le-Grand et Sugnens au sein de la nouvelle commune de Montilliez. Cette commune a vu le jour le 1er juillet 2011,.

## Monuments
- Église réformée (1734), par les architectes Guillaume et probablement Jean-Pierre Delagrange. Plan octogonal allongé, avec clocher-porche[7].

- Cure (1602), façade sur rue rebâtie en 1795[7].
- École (1844-1845), par les architectes lausannois Henri Perregaux et Achille de La Harpe[8].